# Mixi (socken i Kina)
Mixi (kinesiska: 密溪乡, 密溪) är en socken i Kina. Den ligger i provinsen Sichuan, i den sydvästra delen av landet, omkring 270 kilometer sydost om provinshuvudstaden Chengdu. Antalet invånare är 16 047. Befolkningen består av 7 843 kvinnor och 8 204 män. Barn under 15 år utgör 21,0 %, vuxna 15-64 år 63 %, och äldre över 65 år 14,0 %.
Genomsnittlig årsnederbörd är 1 491 millimeter. Den regnigaste månaden är september, med i genomsnitt 291 mm nederbörd, och den torraste är december, med 27 mm nederbörd.